# Perrhybris pamela chajulensis
Perrhybris pamela chajulensis es una subespecie de la especie Perrhybris pamela, mariposa conocida como mariposa Pamela de la familia Pieridae.

## Descripción
Macho. Las alas posteriores y anteriores en su vista dorsal son de color blanco, venas de color blanco. El ápice del ala anterior es de color negro con una mancha triangular de color negro entre las venas M3 y Cu1. Hacia el margen costal desde la región basal, hasta la región submediana presenta escamas de color negro. Las antenas son de color negro con el ápice se color amarillo. La cabeza es de color negro al igual que el tórax y abdomen en su vista dorsal. Por la base de las antenas presenta pelos blancos.  Ventralmente las alas anteriores son con el mismo patrón de manchas y color blanco ligeramente amarillento, en el área basal presenta escamas de color amarillo claro. Las alas posteriores son de color blanco, margen costal sobre la vena Sc+R1 presenta una franja con escamas negras. Y otra franja con escamas negras paralela a la anterior cruzando la célula discal hasta llegar a la unión Rs-m1. Presenta escamas negras en la región postdiscal entre las venas Rs y M1.  También presenta escamas pardas desde la región marginal, submarginal sobre los márgenes de las venas. Otra banda de escamas amarillas desde el primer tercio del margen anal, o interno cruza la célula discal en su parte más apical y termina por la región postdiscal. Paralela a esta cruza otra banda con escamas pardas, esta más ancha que la anterior. En la región basal también presenta escamas amarillas cerca de la vena humeral. Palpos, tórax y abdomen son de color blanco.  Esta especie presenta dimorfismo muy marcado. La hembra presenta patrón tigre, con tres bandas anaranjadas a amarillo, y el color de fondo pardo o café oscuro.  La primera parte desde casi la mitad del margen costal (esta casi totalmente con escamas amarillas), sobre la región subapical. La segunda cubre casi la célula discal con escamas anaranjadas y por el área postdiscal entre las venas M2 y M3 con escamas amarillas. Por la región marginal y submarginal entre las venas CuA1 y CuA2 , una mancha de color amarillo. La tercera banda es de color anaranjado con la punta hacia la región submarginal con escamas amarillas,. Esta banda anaranjada se localiza entre las venas CuA2 yA1+2.  También cubriendo desde la región postbasal, hasta la región postdiscal el margen anal. Las alas posteriores el color de fondo es pardo o café oscuro con una franja de color amarillo-anaranjado en la celda costal. Presenta banda anaranjada en la región postdiscal y otra discal del mismo color; esta se unen en la región postdiscal. La cabeza, tórax y abdomen son de color pardo en su vista dorsal. Ventralmente los palpos son de color blanco. Tórax es de color amarillo al igual el abdomen. Ventralmente es el mismo patrón de figuras, solamente la banda postdiscal es casi amarillo. “Esta subespecie “se diferencia de las otras subespecies por presentar más reducidas estas áreas negras y no presentan pigmento negro en el margen del alas posterior”.

## Distribución
Desde el norte de Oaxaca, Chiapas hasta Honduras.

## Hábitat
En Chiapas se ha registrado en las localidades Boca del Lacantu, Bonampak, Chajul, Río Lacanja, la Selva Lacandona, Yaaxitlán, San Martín Soyolapan.

## Estado de conservación
No está enlistada en la NOM-059, ni tampoco evaluada por la UICN. 